# Zec du Gros-Brochet
La zec du Gros-Brochet est une zone d'exploitation contrôlée du Canada située au Québec dans la région de la Mauricie. Ce territoire public de chasse et pêche est gérée par l'Association Sportive du Gros-Brochet Inc.

## Géographie
Le poste d'accueil de la Zec au Gros-Brochet est situé à l'extrémité sud du territoire, soit juste au sud du lac des Pins-Rouges. Le poste d'accueil est accessible via la route 131 en passant par Saint-Michel-des-Saints, puis en suivant le chemin de la Manouane. La Zec est aussi accessible du côté Est par le pont de la Rivière-aux-Rats qui enjambe la rivière Saint-Maurice. Deux campings sont aménagés pour les usagers de la Zec : camping Galifet et camping Saint-Arnaud. Des routes forestières en gravier traversent la Zec.
La Zec qui est située entièrement en milieu forestier, a une longueur de 76 km orienté du sud-ouest vers le nord-est. Tandis que sa largeur est de 48 km. La Zec est enclavée entre la Zec Frémont (au nord-ouest), Zec du Chapeau-de-Paille (au sud-est) et Zec Wessonneau (à l'est).
Le territoire de la Zec du Gros-Brochet couvre les cantons : Bisaillon, Dupuis, Laporte et Sincennes.
Les lacs de la Zec assujettis au règlement sur la pêche du Gouvernement du Québec sont : lac du Chardon, Chevalier, Cliff, de la Corneille, Cristal, Diamant, Dupuis, Flapjack, Fretin, Gull, Head, Hemlock, Lingot, Lottinville, No Outlet et Salone. Les plus importants lacs du territoire sont : lac Salone, Cristal, Dupuis, Opocheka, Galefit, Sincennes (à cheval sur deux Zecs) et le lac Flamand (Réservoir Blanc). Ce dernier délimite le côté nord-est de la Zec.

## Toponymie
Le toponyme Gros-Brochet est directement relié à l'intense activité de pêche dans le territoire de la Zec. Jadis, les premiers explorateurs du territoire nommaient les lieux pour se repérer sur leurs cartes rudimentaires. Ils empruntaient communément les noms de poissons pour désigner des lacs.
Le toponyme Zec du Gros-Brochet a été inscrit officiellement le 5 août 1982 à la Banque des noms de lieux de la Commission de toponymie du Québec. Cette Banque de noms de lieux comporte 190 toponymes utilisant le mot brochet.